# Burgstall Konnersreuth
Der Burgstall Konnersreuth befindet sich am westlichen Ortsrand von Konnersreuth. Auf Landkarten aus dem 16. und 17. Jahrhundert ist dort ein mehrstöckiges Gebäude zu sehen, das alle anderen überragt. Dieses Bauwerk lässt sich auf dem Kalvarienberg (900 m westnordwestlich der Pfarrkirche) lokalisieren, auf dem 1822 die Auerbergkapelle zur Schmerzhaften Muttergottes errichtet wurde. Ein eventuell einst vorhandener Burggraben am Fuß des Hügels ist durch die landwirtschaftliche Nutzung nicht mehr zu erkennen. Zudem wurde der Hügel 2009 durch die Errichtung eines Kreuzweges stark verändert. 
Konnersreuth wurde erstmals 1184 als „Cunradisrut“ erwähnt. Ein dort ansässiger Ortsadel ist seit 1242 bezeugt. Damals wurde in einer zu Eger ausgestellten Urkunde der Hohenberger ein „Vlricum de Cuonradreut“ erwähnt, der offensichtlich zur Egerer Ministerialität zählte. 1252 trat ein „Ulricus de Cunratsreut“ in einer Urkunde der Falkenberger auf. 1266 wurde erneut ein „dominus Ulri de Cunradsrute“ erwähnt. Nach 1254 verkauften die Konnersreuther ihren Stammsitz an das Kloster Waldsassen. Das Kloster verkaufte dann 1362 das Dorf „Chunradsreut bey dem Hofe genannt Vockenuell“ an Heinrich und Fritz von Oberndorf.